# Donjon de Péchon
Le donjon de Péchon est situé sur le territoire de la commune de Saint-Antoine-de-Ficalba, dans le département de Lot-et-Garonne et la région Nouvelle-Aquitaine. 

## Histoire
La maison forte du Péchon flanquée d'un donjon a été construite au XIIIe siècle jusqu'au XIVe siècle. La maison forte est en ruine.
Un logis a été construit juste devant l'ancien au XVIIIe ou XIXe siècle.
En 1750 on y trouve "Mr Me Crespin Comte avocat en Parlement, habitant de sa maison noble de Péchon, parroisse Saint-Martin du Payrat, jurisdiction de Penne tuteur de Louis Forcès de Comte fils de feu autre Louis Forcès de Comte capitaine de grenadiers au régiment d'Orléans, chevalier de St-Louis, et de Dame Marguerite Guy de Ferran".
Le donjon a été inscrit au titre des monuments historiques le 20 juin 1950,.

## Description
Le donjon est adossé à une maison forte. Le donjon donjon est carré avec quatre étages auxquels on accède par escalier à vis. Les premier et second étages sont percés d'ouvertures en arc brisé. Le quatrième étage a une fenêtre trilobée.